# Zelotibia supercilia
Zelotibia supercilia Russell-Smith & Murphy, 2005 è un ragno appartenente alla famiglia Gnaphosidae.

## Etimologia
Il nome della specie deriva dal termine latino supercilius, che significa sopracciglio, in riferimento alla forma dello scapo dell'epigino delle femmine.

## Caratteristiche
L'olotipo maschile rinvenuto ha lunghezza totale è di 4,00mm; la lunghezza del cefalotorace è di 1,76mm; e la larghezza è di 1,28mm.

## Distribuzione
La specie è stata reperita nel Congo nordorientale: l'olotipo maschile è stato rinvenuto nel Parco nazionale dei Virunga, nei pressi del monte Musimba, appartenente alla provincia del Kivu Nord.

## Tassonomia
Al 2016 non sono note sottospecie e dal 2005 non sono stati esaminati nuovi esemplari.